# Olivier Assayas
Olivier Assayas (Parigi, 25 gennaio 1955) è un regista, sceneggiatore e critico cinematografico francese.

## Biografia
Assayas nasce nel XV arrondissement di Parigi il 25 gennaio 1955, figlio di Jacques Rémy (nome d'arte di Raymond Assayas), uno sceneggiatore francese, nato a Costantinopoli (l'odierna Istanbul, in Turchia) in una famiglia ebraica sefardita d'origine greca, e di Catherine de Károlyi (nata Katalin Polya), una stilista ungherese di religione protestante, ascesa allo status di aristocratica grazie alle nozze convolate col conte Étienne Károlyi, suo primo marito. Il giovane Olivier eredita la passione per il cinema dal padre, iniziando poi ad affiancarlo, quando questi è ormai vecchio e malato, nel suo lavoro di sceneggiatore, facendo in seguito anche l'assistente sui set francesi di grosse produzioni statunitensi, Il principe e il povero (1977) di Richard Fleischer e Superman (1978) di Richard Donner.
Il suo primo cortometraggio, Copyright (1979), gli vale la proposta da parte di Serge Toubiana e Serge Daney di collaborare ai Cahiers du cinéma, rivista per la quale scrive dal 1980 al 1985, rivelando una particolare attenzione nei confronti del cinema orientale. Nel frattempo, appassionato di musica rock scrive anche per Rock & Folk, collabora come sceneggiatore con Laurent Perrin e André Téchiné e gira altri cortometraggi.
Nel 1986 debutta alla regia con un lungometraggio ambientato tra le bande giovanili parigine, Désordre - Disordine. I conflitti generazionali e le difficoltà di relazione interpersonale sono al centro dei suoi film successivi: Il bambino d'inverno (1989), Contro il destino (1991), interpretato da uno degli attori simbolo della Nouvelle Vague, Jean-Pierre Léaud, e soprattutto L'eau froide (1994), versione lunga del televisivo La page blanche (per la serie Tous les garçons et les filles de leur âge), che rivela il talento dell'attrice Virginie Ledoyen. Nel 1996 dirige la sua opera più celebrata, Irma Vep, omaggio al pioniere della cinematografia francese Louis Feuillade e al cinema di Hong Kong: protagonista del film è l'attrice Maggie Cheung, che sarà sua moglie dal 1998 al 2001. La passione di Assayas verso il cinema asiatico si manifesta anche nel 1997 in un documentario-tributo al regista taiwanese Hou Hsiao-hsien.
Nel 2000 Assayas dirige una grossa produzione in costume, Les Destinées sentimentales, tratto da un romanzo di Jacques Chardonne, con Emmanuelle Béart e Isabelle Huppert. Nei successivi Demonlover (2002), ambientato nel mondo della produzione dei manga, e Clean (2004), sull'ambiente del punk, quest'ultimo di nuovo con Maggie Cheung protagonista, Assayas torna alla forma cinematografica sperimentale e ad una narrazione più intimista. Nel 2005 dirige un episodio del film collettivo Paris, je t'aime, dedicato al III arrondissement di Parigi e nel 2007 partecipa a Chacun son cinéma, film celebrativo prodotto per il Festival di Cannes da Gilles Jacob, composto da 33 brevi cortometraggi d'autore.

## Filmografia

### Regista

#### Cortometraggi
- Copyright (1979)
- Rectangle, deux chansons de Jacno (1980)
- Laissé inachevé à Tokyo (1982)
- Winston Tong en studio (1984)
- Quartier des Enfants Rouges, episodio di Paris, je t'aime (2005)
- Recrudescence, episodio di Chacun son cinéma (2007)

#### Lungometraggi
- Il disordine (Désordre) (1986)
- Il bambino d'inverno (L'Enfant de l'hiver) (1989)
- Contro il destino (Paris s'éveille) (1991)
- Nuova vita (Une nouvelle vie) (1993)
- L'eau froide (1994)
- Irma Vep (1996)
- Fin août, début septembre (1998)
- Les Destinées sentimentales (2001)
- Demonlover (2002)
- Clean (2004)
- Noise – documentario (2006)
- Boarding Gate (2007)
- Ore d'estate (L'Heure d'été) (2008)
- Qualcosa nell'aria (Après mai) (2012)
- Sils Maria (Clouds of Sils Maria) (2014)
- Personal Shopper (2016)
- Il gioco delle coppie (Doubles Vies) (2018)
- Wasp Network (2019)
- Hors du temps (2024)
- The Wizard of the Kremlin (2025)

#### Televisione
- Cinéastes de notre temps – serie TV documentaristica, episodio su Hou Hsiao-hsien (1997)
- Eldorado – documentario televisivo (2008)
- Carlos – miniserie TV (2010)
- Irma Vep - La vita imita l'arte (Irma Vep) – miniserie TV (2022)

### Sceneggiatore

#### Cortometraggi
- Scopitone, regia di Laurent Perrin (1978)
- Nuit féline, regia di Gérard Marx (1979)
- Copyright, regia di Olivier Assayas (1979)
- Rectangle, deux chansons de Jacno, regia di Olivier Assayas (1980)
- Laissé inachevé à Tokyo, regia di Olivier Assayas (1982)
- Winston Tong en studio, regia di Olivier Assayas (1984)
- Quartier des Enfants Rouges, regia di Olivier Assayas, episodio di Paris, je t'aime (2005)
- Recrudescence, regia di Olivier Assayas, episodio di Chacun son cinéma (2007)

#### Lungometraggi
- Rendez-vous, regia di André Téchiné (1985)
- Passage secret, regia di Laurent Perrin (1985)
- L'Unique, regia di Jérôme Diamant-Berger (1985)
- Le Lieu du crime, regia di André Téchiné (1986)
- Il disordine (Désordre), regia di Olivier Assayas (1986)
- Avril brisé, regia di Liria Bégéja (1986)
- Il bambino d'inverno (L'Enfant de l'hiver), regia di Olivier Assayas (1989)
- Filha da mãe, regia di João Canijo (1990)
- Contro il destino (Paris s'éveille), regia di Olivier Assayas (1991)
- Nuova vita (Une nouvelle vie), regia di Olivier Assayas (1993)
- L'eau froide, regia di Olivier Assayas (1994)
- Irma Vep, regia di Olivier Assayas (1996)
- Fin août, début septembre, regia di Olivier Assayas (1998)
- Alice e Martin (Alice et Martin), regia di André Téchiné (1998)
- Les Destinées sentimentales, regia di Olivier Assayas (2001)
- Demonlover, regia di Olivier Assayas (2002)
- Clean, regia di Olivier Assayas (2004)
- Boarding Gate, regia di Olivier Assayas (2007)
- Ore d'estate (L'Heure d'été), regia di Olivier Assayas (2008)
- Qualcosa nell'aria (Après mai), regia di Olivier Assayas (2012)
- Sils Maria (Clouds of Sils Maria), regia di Olivier Assayas (2014)
- Personal Shopper, regia di Olivier Assayas (2016)
- Quello che non so di lei (D'après une histoire vraie), regia di Roman Polański (2017)
- Il gioco delle coppie (Doubles Vies), regia di Olivier Assayas (2018)
- Wasp Network, regia di Olivier Assayas (2019)
- Hors du temps, regia di Olivier Assayas (2024)

#### Televisione
- Cinéastes de notre temps – serie TV, episodio Hou Hsiao-hsien (1997)
- Carlos – miniserie TV (2010)
- Irma Vep - La vita imita l'arte (Irma Vep) – miniserie TV (2022)